# هضبة كولومبيا

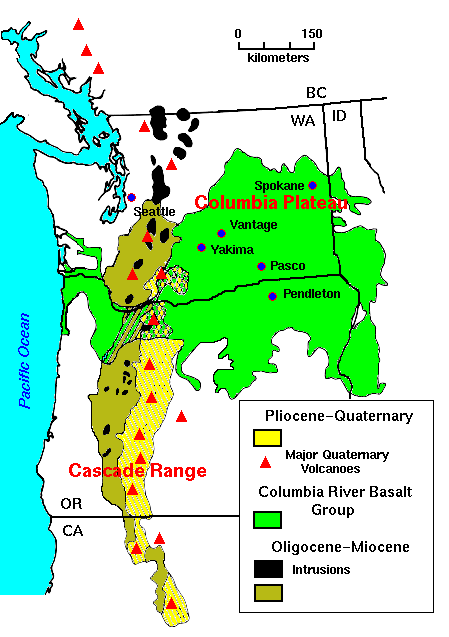
تغطي منطقة هضبة كولومبيا كثيرًا من مجموعة المناطق ذات الصخر البازلتي حول نهر كولومبيا (Columbia River Basalt Group)، المحددة باللون الأخضر في هذه الخريطة. تقع مدن واشنطن؛ سبوكين وياكيما وباسكو ومدينة بينديلتون بولاية أوريجون في هضبة كولومبيا (Columbia Plateau).

هضبة كولومبيا، (بالإنجليزية: Columbia Plateau)‏، عبارة عن منطقة جيولوجية وجغرافية تقع على امتداد أجزاء من ولايات واشنطن، وأوريغون، وإيداهو.الأمريكية وهي عبارة عن هضبة من صخور البازلت الناتجة عن الانفجارات البركانية تقع بين سلسلة جبال كاسكيد، وجبال الروكي، كما أنها تمر عبر نهر كولومبيا، ويشير المصطلح "سهل نهر كولومبيا. بدرجة أكبر أو بدرجة أقل.

## الجيولوجيا
خلال العصر الميوسيني، وأوائل العصر البليوسيني، غمر أحد أكبر الفيضانات البازلتية التي ظهرت على سطح الأرض على مر العصور مساحة حوالي 63,000 ميل مربع (160,000 كم2) من الجزء الشمالي الغربي للمحيط الهادي مما أدى إلى تكوين إقليم بركاني كبير. على مدار فترة قد تمتد من 10 إلى 15 مليون سنة، تسبب تدفق الحمم البركانية بعد خروجها في تكون طبقة يصل سمكها إلى 6000 قدم (1.8 كيلو متر). ومع خروج الصخور المذابة إلى السطح، بدأت القشرة الأرضية في الغوص تدريجيًا إلى الفراغ الذي خلفته الحمم البركانية المندفعة للخارج.
وقد أدى هبوط القشرة الأرضية إلى تكوين الهضبة الكبيرة — وهي سهل كبير منخفض قليلًا يتكون من الحمم البركانية ويعرف أيضًا باسم حوض كولومبيا [الإنجليزية].
وقد أجبرت الحمم البركانية المندفعة باتجاه الشمال الغربي نهر كولومبيا القديم على اتخاذ مساره الحالي. ومع اندفاع الحمم البركانية عبر المنطقة، قامت بسد أودية البخار في أول الأمر، مما أدى إلى تكوين السدود التي تسببت بدورها في تكوين خزانات طبيعية للماء أو بحيرات. وتشمل الكيانات الموجودة في قيعان البحيرات بهذه المنطقة الحفريات ومواضع انطباع الورق والغابات المتحجرة وحفريات الحشرات وعظام الحيوانات الفقارية.

## الحياة النباتية
يرتبط جزء من هضبة كولومبيا مع المنطقة البيئية في الهضبة، وهي جزء من المنطقة القطبية الشمالية المعتدلة، والأراضي العشبية شبه المدارية، والأقاليم المدارية والأراضي كثيفة الأشجار، المجال الحيوي البيئي.

## معلومات جغرافية
تشمل مدن واشنطن في هضبة كولومبيا ما يلي:
- دافنبورت
- كينويك (واشنطن)
- موسيس ليك (واشنطن)
- باسكو (واشنطن)
- بولمان (واشنطن)
- ريتشلاند (واشنطن)
- سبوكين
- والا والا (واشنطن)
- ياكيما
- غولدنديل (واشنطن)

تشمل مدن أوريغون في هضبة كولومبيا ما يلي:
- هيرميستون
- هوود ريفير
- بيندلينتون
- ذا داليس
- ميلتون فريوتر

## وصلات خارجية
- USGS Page on Columbia Plateau
- Geology of Lake Roosevelt National Recreation Area (source of much of this page)
- Guide to digital documents and photographs about the Columbia River area.
- Columbia River Basin Ethnic History Archive